# Automobiles Filtz
Automobiles Filtz est le nom d’un ancien fabricant français.
La Société des Moteurs et Automobiles Voitures Filtz de Neuilly-sur-Seine a construit des véhicules de 1899 jusqu'en 1903. La voiture de 1899 était un petit modèle suivi d'une voiture de course, la 40 CV avec moteur à quatre cylindres en 1902.
Outre ses propres voitures, l'entreprise Filtz livrait des moteurs à d'autres constructeurs automobiles.

## Sources
- George Nicolas Georgano (dir.) (trad. Jacqueline Heymann et Lisa Ponomarenko), Autos. Encyclopédie complète. 1885 à nos jours, Paris, édition de la Courtille, 1977, 677 p. (OCLC 461480402)